# Bois-le-Roi (Seine-et-Marne)
Pour les articles homonymes, voir Bois-le-Roi et Bois (communes).
Ne doit pas être confondu avec Boissise-le-Roi ou La Forêt-le-Roi.
Bois-le-Roi est une commune française située dans le département de Seine-et-Marne, en région Île-de-France.
En 2022, elle compte 6 026 habitants.

## Géographie

### Localisation
La commune de Bois-le-Roi se trouve dans le département de Seine-et-Marne, en région Île-de-France. Elle est située en lisière de la forêt de Fontainebleau, le long de la Seine (rive gauche) face à Chartrettes sur l'autre rive.
Elle se situe à 8,64 km par la route de Melun, préfecture du département, à 9,20 km de Fontainebleau, sous-préfecture et à 28,97 km de Nangis, bureau centralisateur du canton de Nangis dont dépend la commune depuis 2015. La commune est par ailleurs ville-centre du bassin de vie de Bois-le-Roi.

### Communes limitrophes
Les communes les plus proches sont : 
Chartrettes (1,6 km), Livry-sur-Seine (4,2 km), Samois-sur-Seine (4,6 km), La Rochette (4,7 km), Fontaine-le-Port (5,2 km), Héricy (5,7 km), Vaux-le-Pénil (6,0 km), Dammarie-les-Lys (6,5 km).
| La Rochette | Chartrettes   |                  |
|             | Bois-le-Roi   | Fontaine-le-Port |
|             | Fontainebleau | Samois-sur-Seine |

### Géologie et relief
L'altitude varie de 38 mètres à 91 mètres pour le point le plus haut, le centre du bourg se situant à environ 68 mètres d'altitude (mairie).
Géologiquement intégré au bassin parisien, qui est une région géologique sédimentaire, l'ensemble des terrains affleurants de la commune sont issus de l'ère géologique Cénozoïque (des périodes géologiques s'étageant du Paléogène au Quaternaire),.

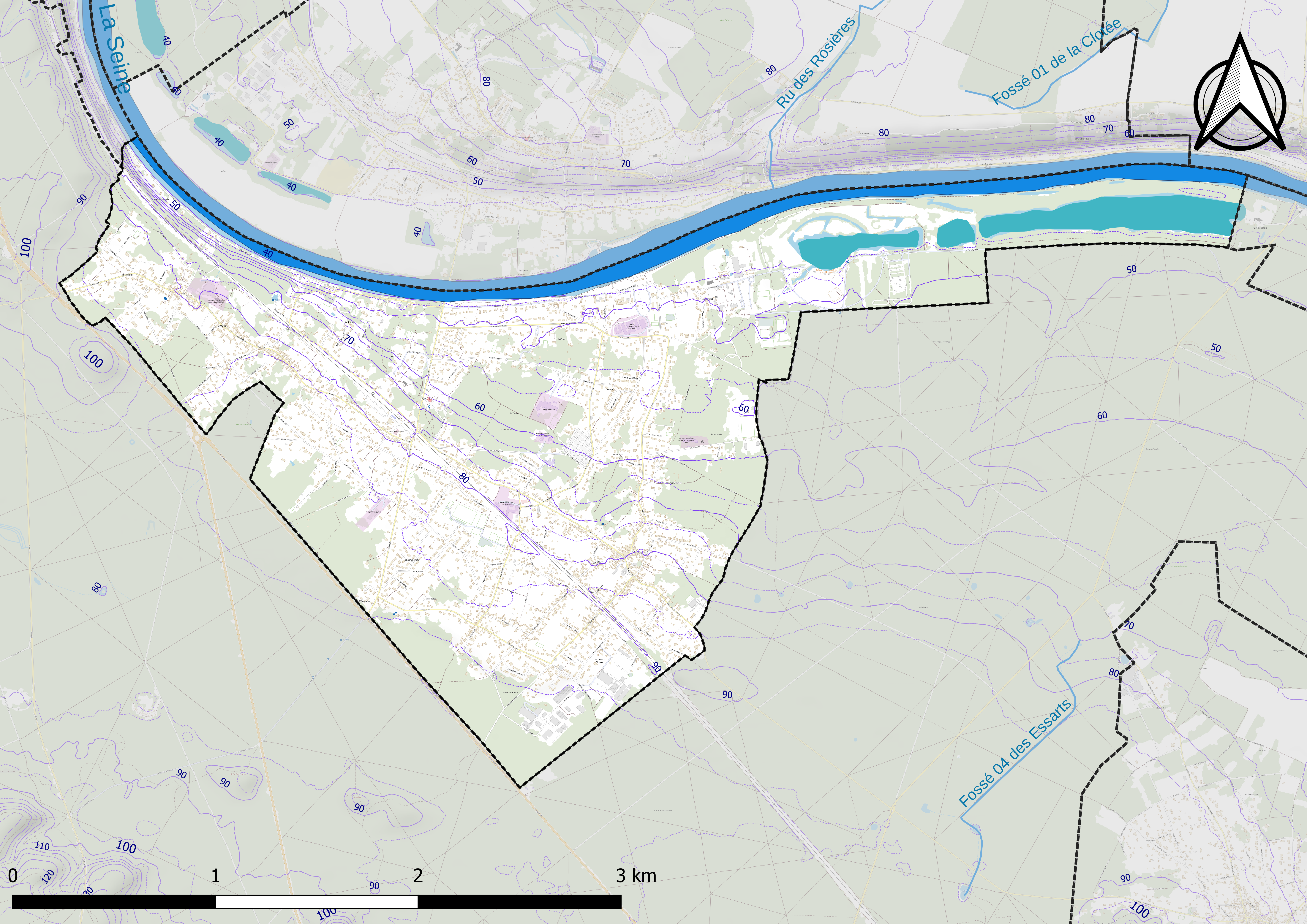
Carte du relief de Bois-le-Roi.
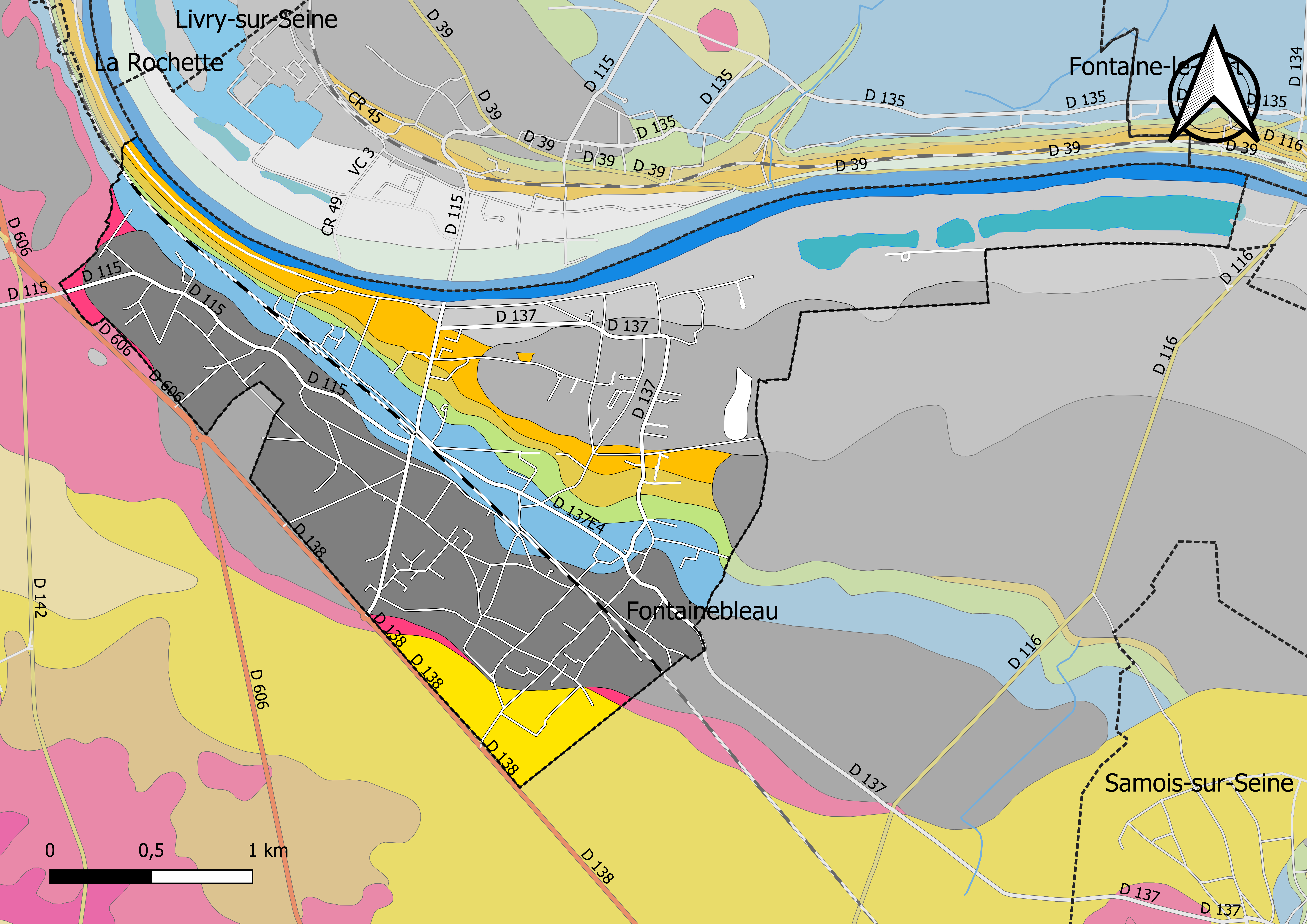
Carte géologique vectorisée et harmonisée de Bois-le-Roi.

|  | X :  | Dépôts anthropiques, remblais.                                                                               |
|  | CF : | Colluvions de versant et de fond de vallon.                                                                  |
|  | Fy : | Alluvions anciennes (basse terrasse de 0–10 m) : sables et graviers colluvions alluvions et apports éoliens. |
|  | Fx : | Alluvions anciennes (moyenne terrasse de 10–20 m) : sables et graviers .                                     |
|  | Fw : | Alluvions anciennes de haute terrasse (terrasse de 20–30 m) : sables et graviers.                            |
|  | Fv : | Alluvions anciennes (terrasse de 45–55 m) : sables et graviers (= Cailloutis de Sénart).                     |

|  | g1AR : | Argile verte, Glaises à Cyrènes et/ou Marnes vertes et blanches (Argile verte de Romainville). |
|  | g1CB : | Calcaire de Brie stampien et meulières plio-quaternaire indifférenciées.                       |
|  | g1SF : | Sables de Fontainebleau, accessoirement grès en place ou peu remanié (versant).                |

|  | e7C :  | Calcaire de Champigny, Calcaire de Château-Landon, Marnes de Nemours.        |
|  | e7MS : | Marnes supragypseuses : Marnes blanches de Pantin Marnes bleues d'Argenteuil |

La commune est classée en zone de sismicité 1, correspondant à une sismicité très faible.

### Hydrographie

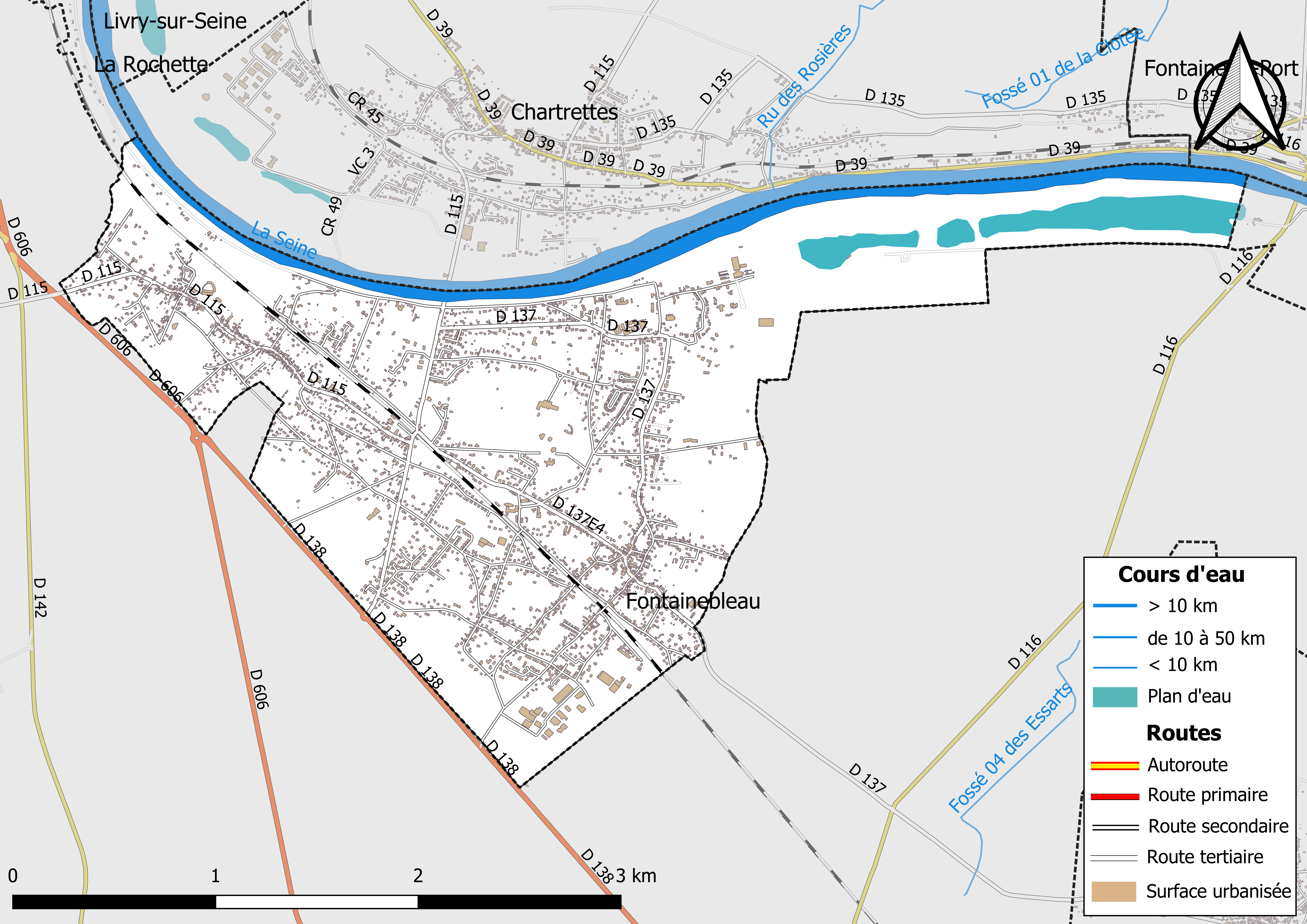
Carte des réseaux hydrographique et routier de Bois-le-Roi.

Le système hydrographique de la commune se compose de deux cours d'eau référencés :
- la Seine, fleuve long de 774,76 km[9] ;
- le ru des Rosières, 2,65 km[10], affluent de la Seine.

La longueur linéaire globale des cours d'eau sur la commune est de 3,18 km.

### Climat
Pour des articles plus généraux, voir Climat de l'Île-de-France et Climat de Seine-et-Marne.
En 2010, le climat de la commune est de type climat océanique dégradé des plaines du Centre et du Nord, selon une étude du CNRS s'appuyant sur une série de données couvrant la période 1971-2000. En 2020, Météo-France publie une typologie des climats de la France métropolitaine dans laquelle la commune est exposée à un climat océanique altéré et est dans une zone de transition entre les régions climatiques « Sud-ouest du bassin Parisien » et « Nord-est du bassin Parisien ».
Pour la période 1971-2000, la température annuelle moyenne est de 11,3 °C, avec une amplitude thermique annuelle de 15,6 °C. Le cumul annuel moyen de précipitations est de 717 mm, avec 11,3 jours de précipitations en janvier et 7,3 jours en juillet. Pour la période 1991-2020, la température moyenne annuelle observée sur la station météorologique la plus proche, située sur la commune de Fontainebleau à 7 km à vol d'oiseau, est de 11,1 °C et le cumul annuel moyen de précipitations est de 740,1 mm,. Pour l'avenir, les paramètres climatiques de la commune estimés pour 2050 selon différents scénarios d'émission de gaz à effet de serre sont consultables sur un site dédié publié par Météo-France en novembre 2022.

### Milieux naturels et biodiversité

#### Espaces protégés
La protection réglementaire est le mode d’intervention le plus fort pour préserver des espaces naturels remarquables et leur biodiversité associée,.
La réserve de biosphère « Fontainebleau et Gâtinais », zone centrale et zone de transition, est un espace protégé sur la commune, créé en 1998 et d'une superficie totale de 150 544 ha (46 056 ha). Cette réserve de biosphère, d'une grande biodiversité, comprend trois grands ensembles : une grande moitié ouest à dominante agricole, l’emblématique forêt de Fontainebleau au centre, et le Val de Seine à l’est. La structure de coordination est l'Association de la Réserve de biosphère de Fontainebleau et du Gâtinais, qui comprend un conseil scientifique et un Conseil Éducation, unique parmi les Réserves de biosphère françaises,,.

#### Réseau Natura 2000

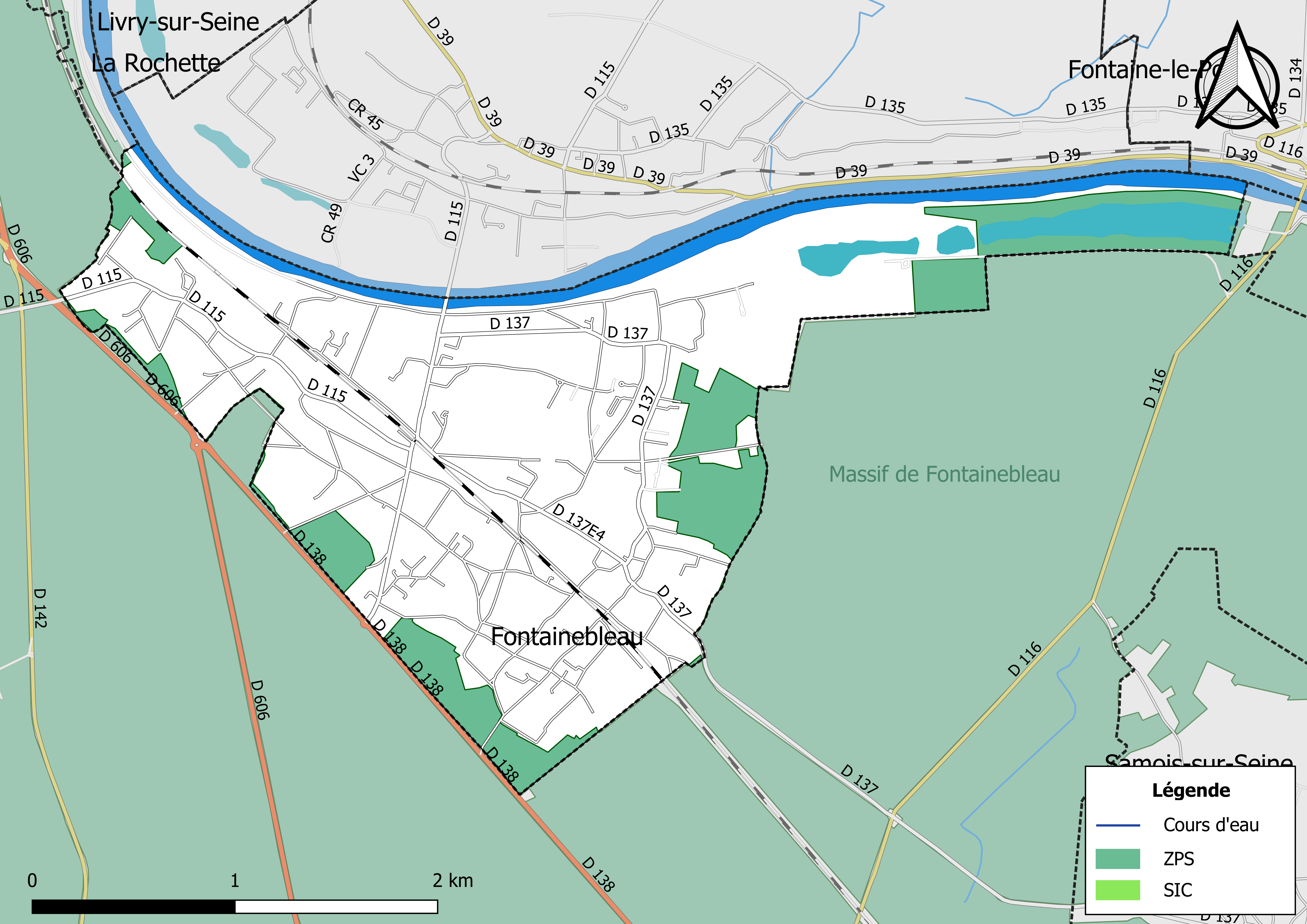
Sites Natura 2000 sur le territoire communal.

Le réseau Natura 2000 est un réseau écologique européen de sites naturels d’intérêt écologique élaboré à partir des Directives « Habitats » et « Oiseaux ». Ce réseau est constitué de Zones spéciales de conservation (ZSC) et de Zones de protection spéciale (ZPS). Dans les zones de ce réseau, les États Membres s'engagent à maintenir dans un état de conservation favorable les types d'habitats et d'espèces concernés, par le biais de mesures réglementaires, administratives ou contractuelles.
Un site Natura 2000 a été défini sur la commune, tant au titre de la « directive Habitats » que de la « directive Oiseaux » : le « Massif de Fontainebleau ». Cet espace constitue le plus ancien exemple français de protection de la nature. Les alignements de buttes gréseuses alternent avec les vallées sèches. Les conditions de sols, d'humidité et d'expositions sont très variées. La forêt de Fontainebleau est réputée pour sa remarquable biodiversité animale et végétale. Ainsi, elle abrite la faune d'arthropodes la plus riche d'Europe (3 300 espèces de coléoptères, 1 200 de lépidoptères) ainsi qu'une soixantaine d'espèces végétales protégées.

#### Zones naturelles d'intérêt écologique, faunistique et floristique
L’inventaire des zones naturelles d'intérêt écologique, faunistique et floristique (ZNIEFF) a pour objectif de réaliser une couverture des zones les plus intéressantes sur le plan écologique, essentiellement dans la perspective d’améliorer la connaissance du patrimoine naturel national et de fournir aux différents décideurs un outil d’aide à la prise en compte de l’environnement dans l’aménagement du territoire.
Le territoire communal de Bois-le-Roi comprend une ZNIEFF de type 1,, 
le « Massif de Fontainebleau » (20 711,14 ha), couvrant 18 communes dont 17 en Seine-et-Marne et 1 dans l'Essonne
, et un ZNIEFF de type 2,, 
la « vallée de la Seine entre Melun et Champagne-sur-Seine » (1 062,65 ha), couvrant 15 communes du département.

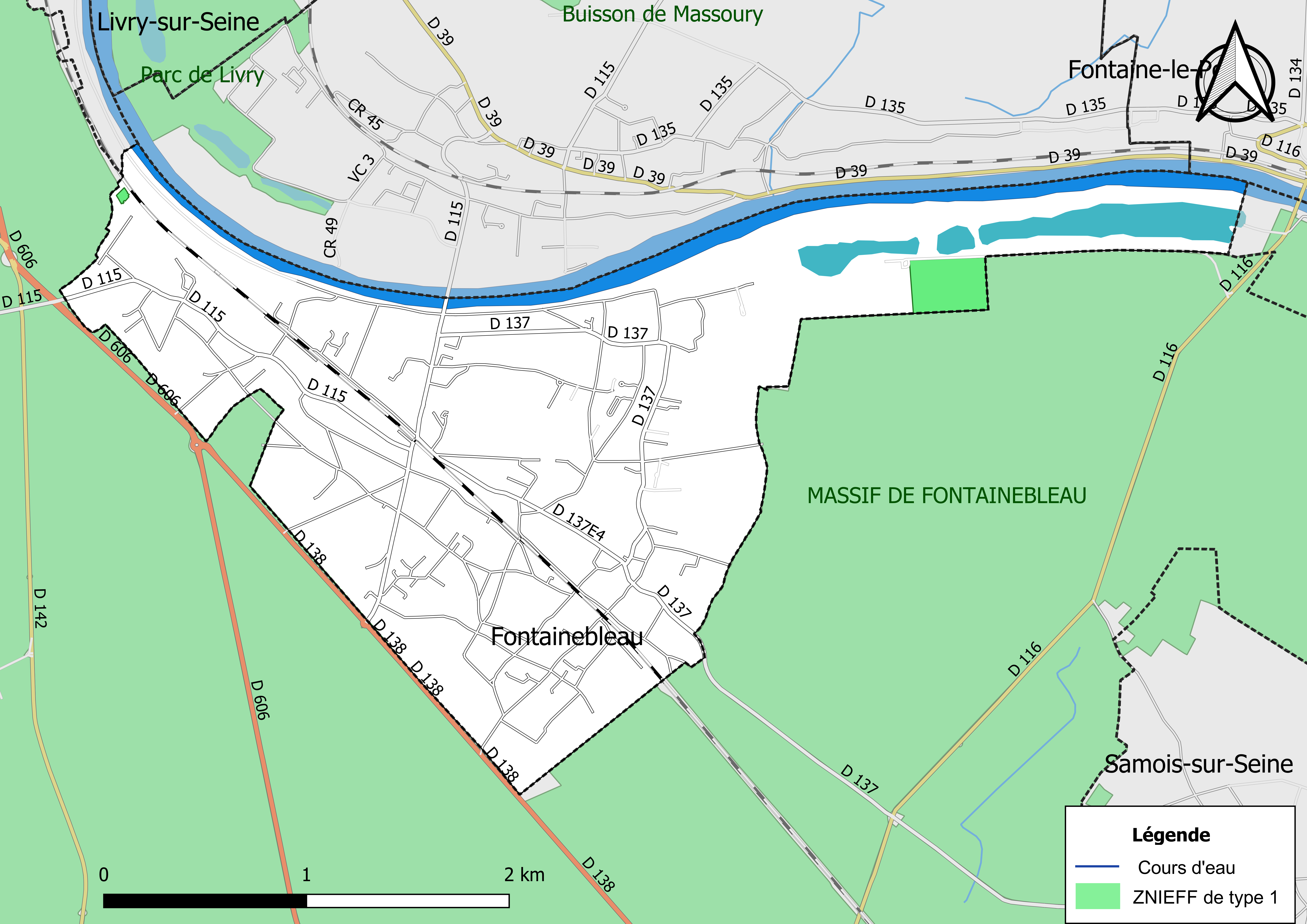
Carte des ZNIEFF de type 1 de la commune.
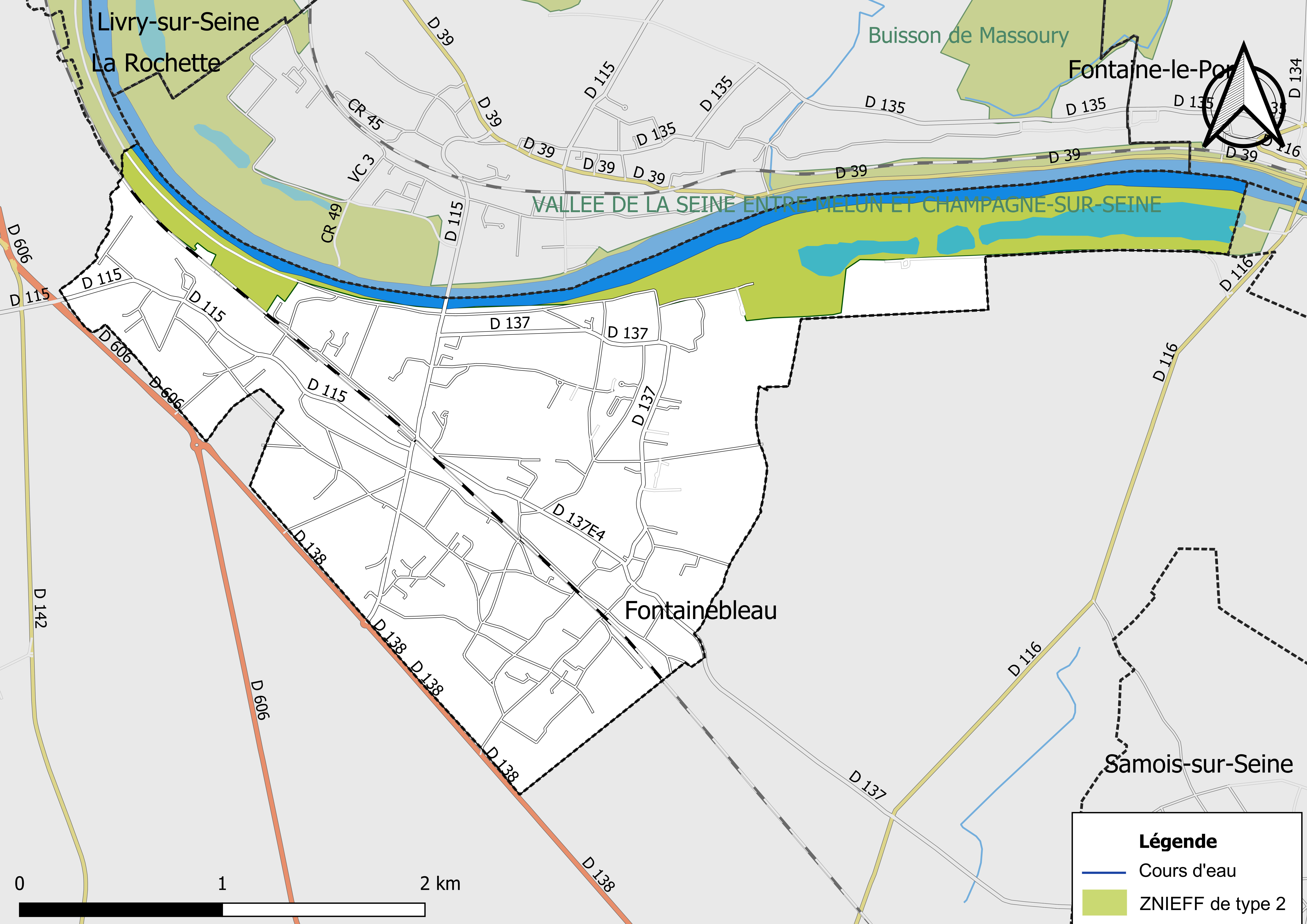
Carte des ZNIEFF de type 2 de la commune.

## Urbanisme

### Typologie
Au 1er janvier 2024, Bois-le-Roi est catégorisée ceinture urbaine, selon la nouvelle grille communale de densité à sept niveaux définie par l'Insee en 2022.
Elle appartient à l'unité urbaine de Bois-le-Roi, une agglomération intra-départementale regroupant trois  communes, dont elle est ville-centre,,. Par ailleurs la commune fait partie de l'aire d'attraction de Paris, dont elle est une commune de la couronne,. Cette aire regroupe 1 929 communes,.

### Occupation des sols
L'occupation des sols de la commune, telle qu'elle ressort de la base de données européenne d’occupation biophysique des sols Corine Land Cover (CLC), est marquée par l'importance des territoires artificialisés (63 % en 2018), en augmentation par rapport à 1990 (60,8 %). La répartition détaillée en 2018 est la suivante : 
zones urbanisées (52,37 %), 
forêts (27,87 %), 
espaces verts artificialisés non agricoles (10,67 %), 
eaux continentales (8,60 %), 
milieux à végétation arbusive et/ou herbacée (0,50 %).
| Type d’occupation | 1990      | 1990    | 2018      | 2018    | Bilan     |
| --- | --------- | ------- | --------- | ------- | --------- |
| Territoires artificialisés (zones urbanisées, zones industrielles ou commerciales et réseaux de communication, mines, décharges et chantiers, espaces verts artificialisés ou non agricoles) | 422,28 ha | 60,85 % | 437,48 ha | 63,04 % | 15,21 ha  |
| Territoires agricoles (terres arables, cultures permanentes, prairies, zones agricoles hétérogènes)                                                                                          | 0,00 ha   | 0,00 %  | 0,00 ha   | 0,00 %  | 0,00 ha   |
| Forêts et milieux semi-naturels (forêts, milieux à végétation arbustive et/ou herbacée, espaces ouverts sans ou avec peu de végétation)                                                      | 212,04 ha | 30,55 % | 196,83 ha | 28,36 % | −15,21 ha |
| Surfaces en eau (eaux continentales, eaux maritimes) | 59,68 ha  | 8,60 %  | 59,68 ha  | 8,60 %  | 0 ha      |

Parallèlement, L'Institut Paris Région, agence d'urbanisme de la région Île-de-France, a mis en place un inventaire numérique de l'occupation du sol de l'Île-de-France, dénommé le MOS (Mode d'occupation du sol), actualisé régulièrement depuis sa première édition en 1982. Réalisé à partir de photos aériennes, le Mos distingue les espaces naturels, agricoles et forestiers mais aussi les espaces urbains (habitat, infrastructures, équipements, activités économiques, etc.) selon une classification pouvant aller jusqu'à 81 postes, différente de celle de Corine Land Cover,,. L'Institut met également à disposition des outils permettant de visualiser par photo aérienne l'évolution de l'occupation des sols de la commune entre 1949 et 2018.

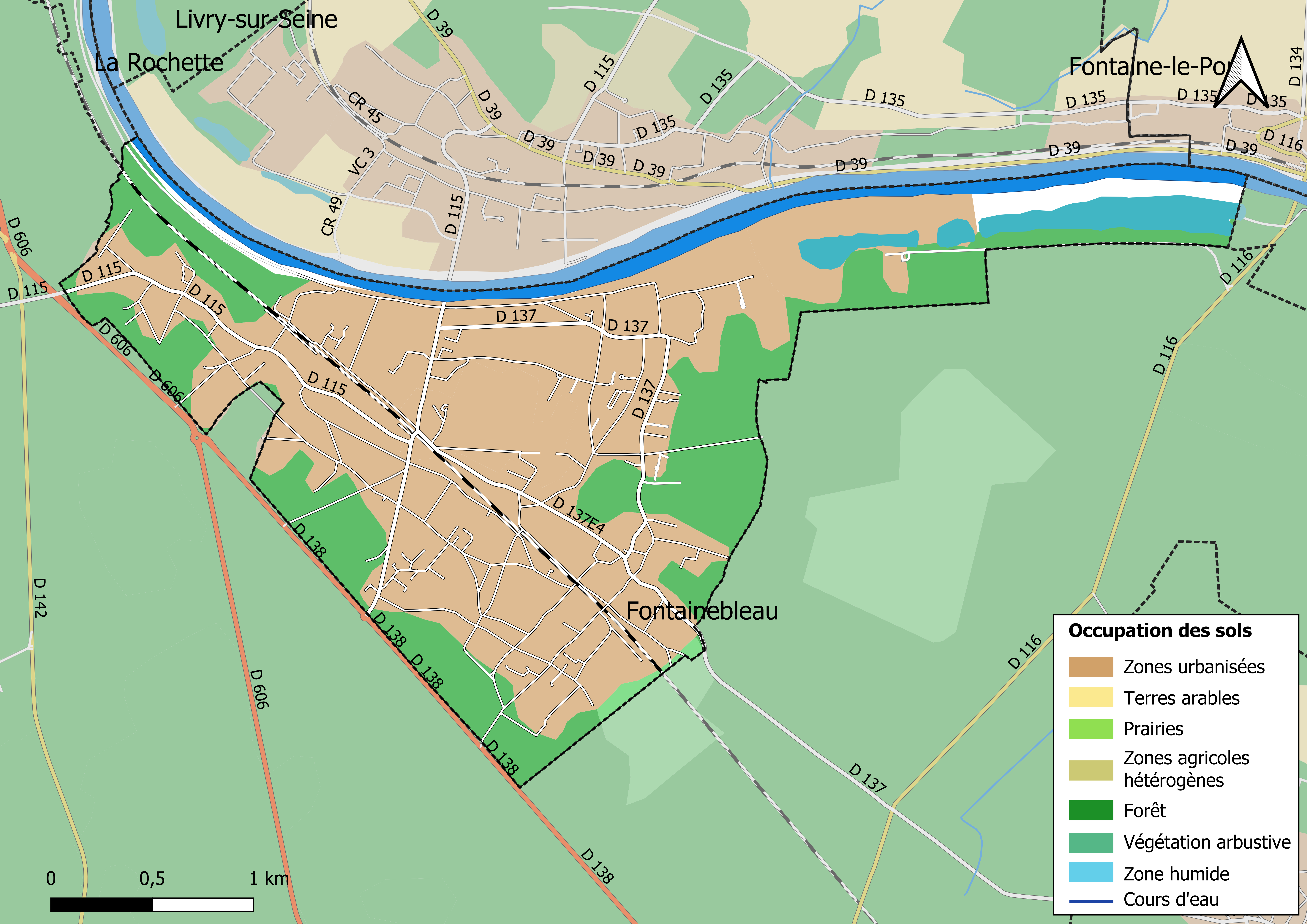
Carte des infrastructures et de l'occupation des sols en 2018 (CLC) de la commune.
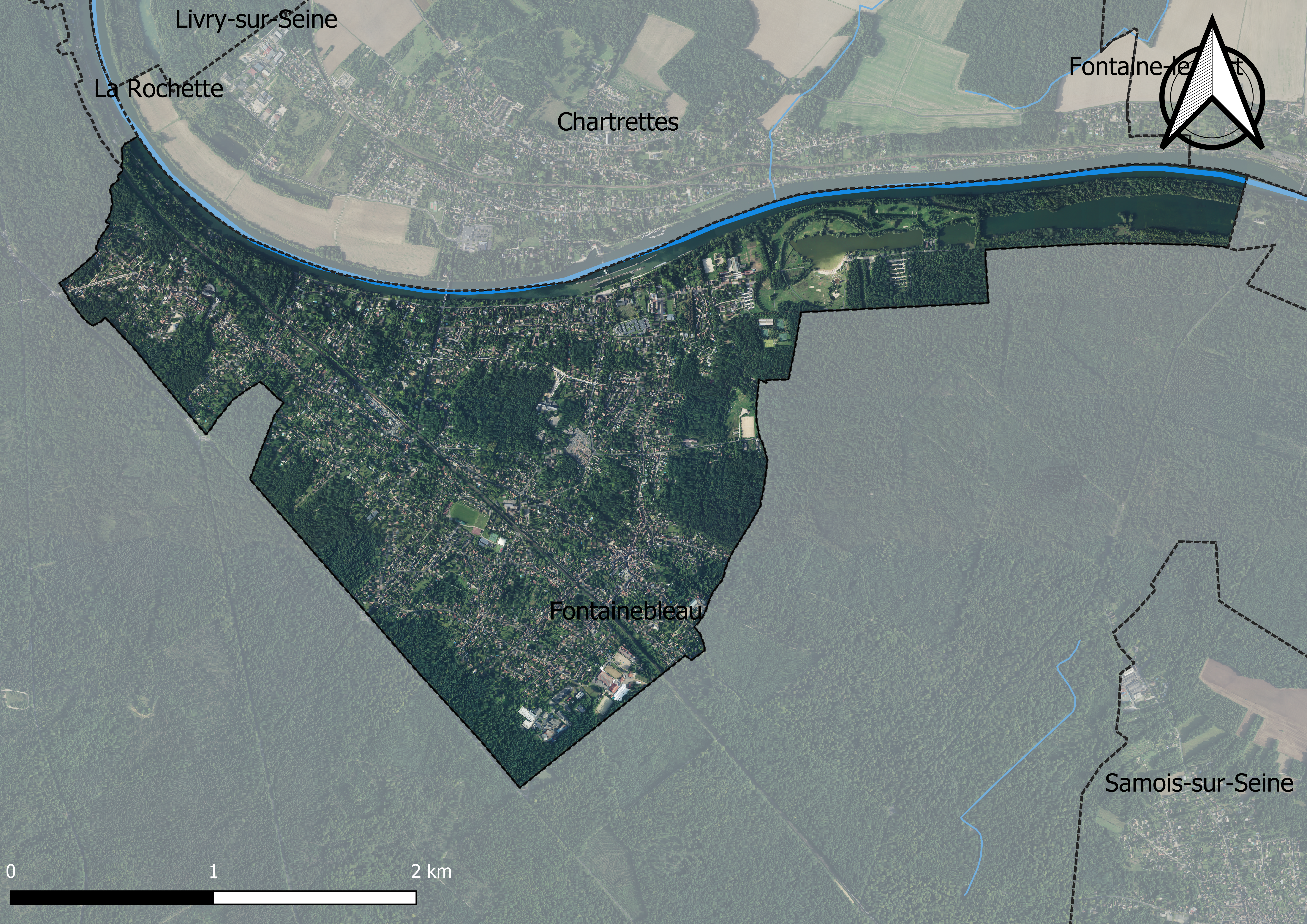
Carte orhophotogrammétrique de la commune.

### Lieux-dits et écarts

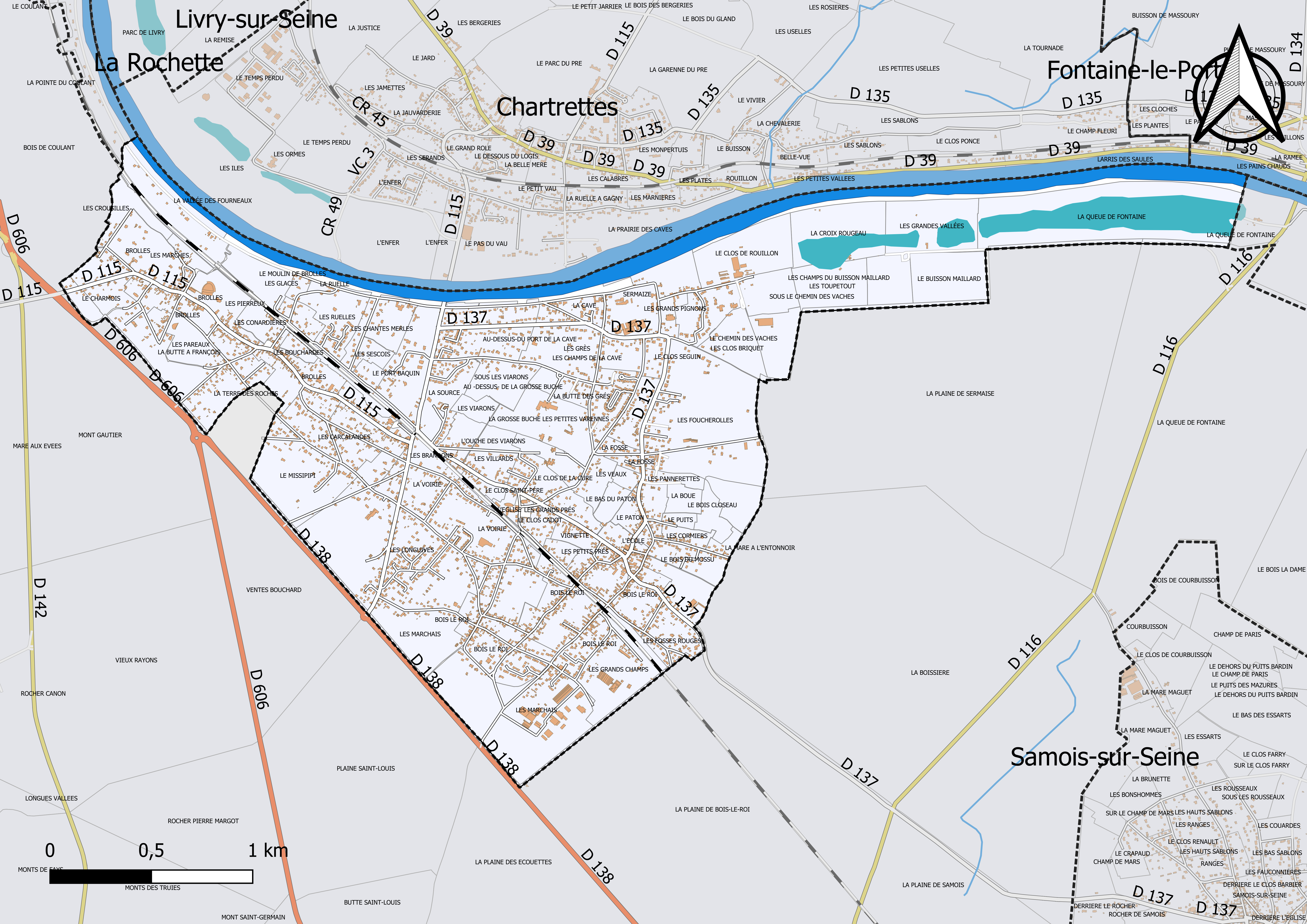
Carte du cadastre de la commune de Bois-le-Roi.

La commune compte 91 lieux-dits administratifs répertoriés consultables ici dont Brolles, Sermaize, la Cave, la Ruelle (source : fichier FANTOIR).

### Quartiers
Les anciens hameaux rattachés à la commune pour créer Bois-le-Roi forment des îlots de constructions indépendants au sein de la commune, séparés par des zones boisées ou de constructions plus récentes. Ces quartiers dont les noms sont encore usités par les Bacots tel Brolles qui abrite l'ensemble le plus typique, était traditionnellement composés d'un château autour duquel prenait place des constructions plus modestes, généralement basses et de la forme d'un rectangle allongé. La pierre utilisée était puisée en forêt de Fontainebleau qui possédait d'importantes carrières.
L'avenue Alfred-Roll qui traverse le quartier de Brolles ou l'avenue de Tournezy qui traverse Sermaize, cette dernière artère menant à l'île de loisirs régionale, ont conservé ces maisons très rapprochées débordant sur une voie étroite. Certaines de ces constructions aujourd’hui réhabilitées peuvent dater du XVIe siècle pour les plus anciennes d'entre elles ; la grange sise au numéro 18 de l'avenue Alfred-Roll a ainsi conservé sa mangeoire d'origine attestant du passé rural de la commune. Cette architecture, témoin d'un passé très agricole en Seine-et-Marne, est typique des villages du Gâtinais.
Le quartier dit de la Cité possède le vestige d'un mur d'enceinte qui semble témoigner de l'existence d'une cité dont il est de nos jours difficile de trouver l'origine et de déterminer l'exacte importance. D'anciennes cartes de la commune montre en outre un ensemble de ruines qui, selon la légende, aurait servi à l'édification de la ville de Melun. Cette hypothèse demeure en l'état en l'absence de sources historiques probantes.
Les berges de Seine abritent d'imposantes villas du début du XXe siècle, dénommées Les affolantes du bord de Seine, telles que Chante-Merle et le Clos Barbeau réalisées par l'architecte Louis Périn dans un esprit à la fois néogothique et art nouveau. Ces berges accueillent également la villa la Roselière qui rappelle les villas patriciennes ou le Vieux Logis dont la façade du XVe siècle fut apporté d’Amiens pour orner ce qui était à l'origine un petit pavillon appartenant à Émile Rochard, directeur du théâtre du Châtelet. Ce dernier, entretenant une liaison avec Sarah Bernhardt, invita régulièrement l'artiste à séjourner à Bois-le-Roi.

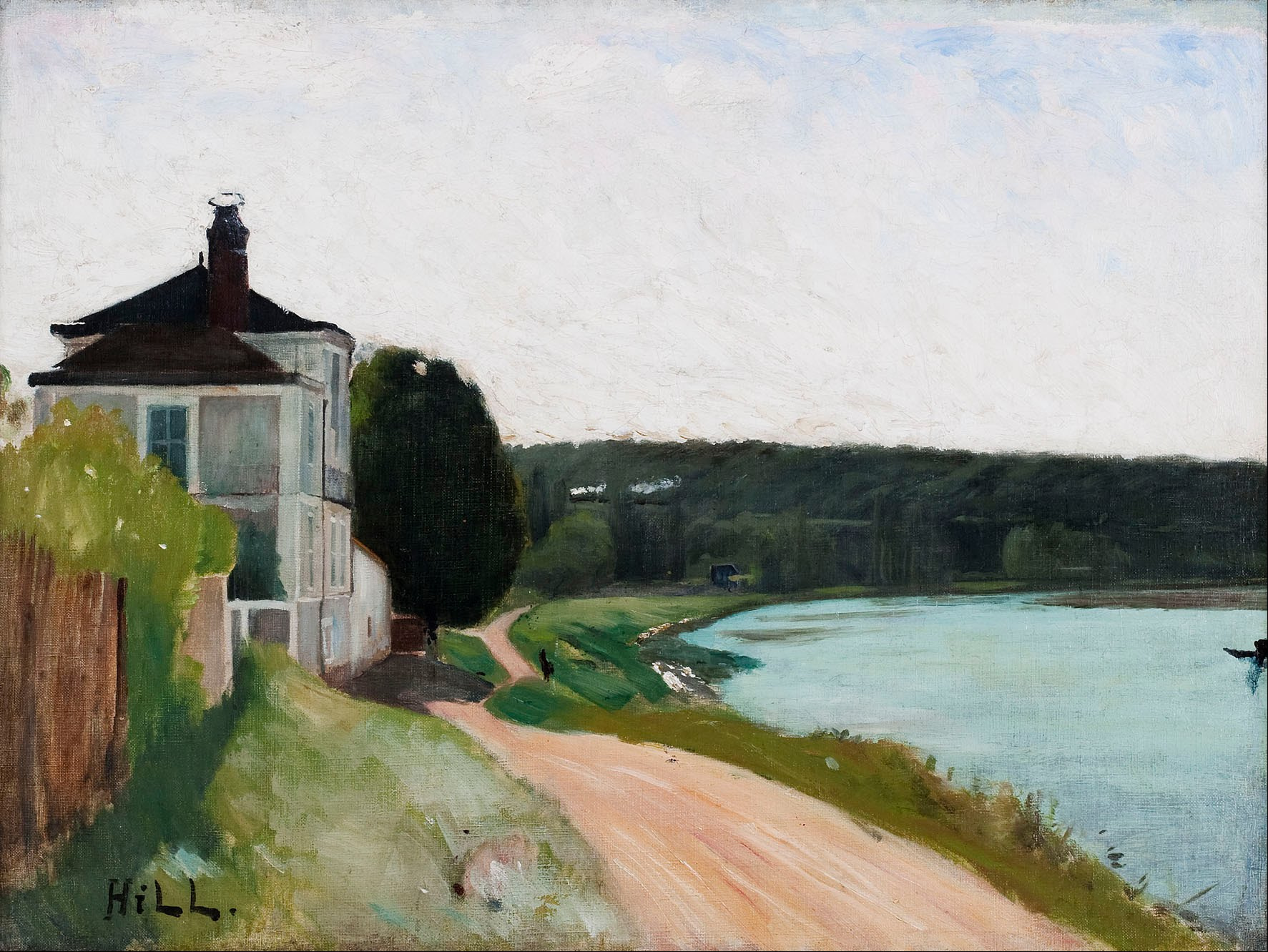
Villa de bord de Seine peinte en 1877 par C.F. Hill.
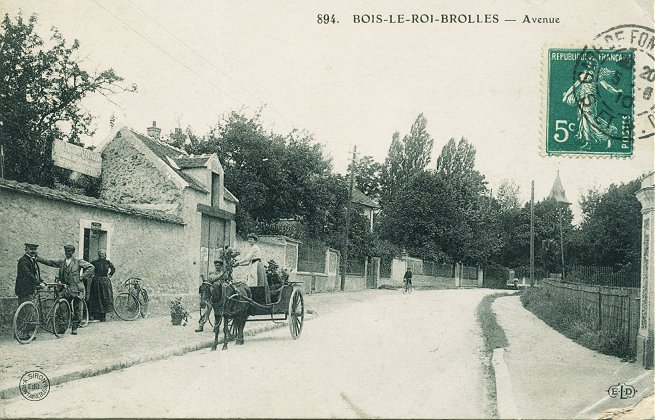
L'avenue de Brolles vers 1910.

### Logement
En 2016, le nombre total de logements dans la commune était de 2 645 dont 87,1 % de maisons et 12,7 % d’appartements.
Parmi ces logements, 87 % étaient des résidences principales, 6,9 % des résidences secondaires et 6,1 % des logements vacants.
La part des ménages propriétaires de leur résidence principale s’élevait à 80,7 % contre 16,2 % de locataires, dont 1,1 % de logements HLM loués vides (logements sociaux) et 3,2 % logés gratuitement.

### Voies de communication et transports

#### Voies de communication
La ligne de chemin de fer de Paris à Marseille traverse le territoire de la commune du nord-ouest au sud-est.
Deux routes départementales relient Bois-le-Roi aux communes voisines :
- la D 115, à Chartrettes au nord ; et à Fontainebleau, au nord-ouest ;
- la D 137, à Fontainebleau, au sud-est.

Le territoire de la commune est traversé par le sentier de grande randonnée GR 1 qui se prolonge vers Chartrettes au nord-est et vers Fontainebleau au sud-ouest ainsi que par le GR 2. Les deux sentiers se chevauchent sur quelques centaines de mètres entre l'écluse et le pont menant à Chartrettes.
La ville est également traversée par la voie cycliste la Scandibérique qui emprunte, sur le territoire communal, les anciens chemins de halage de bord de Seine.

#### Transports

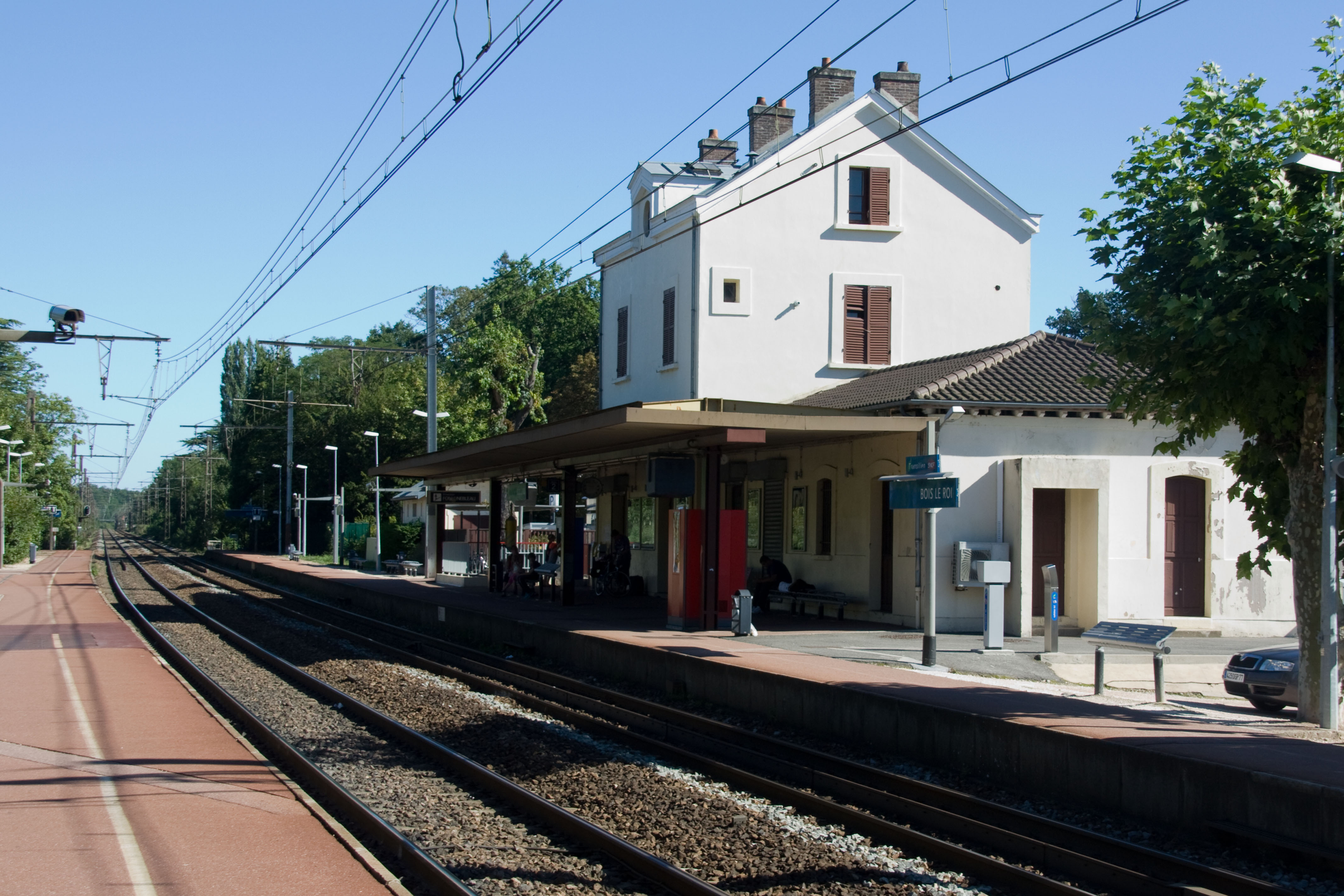
La gare de Bois-le-Roi⋅

La commune dispose d'une gare desservie par les trains de la ligne R du Transilien effectuant les liaisons : 
Paris - Montereau et Paris - Montargis.
La commune est desservie par trois lignes du réseau de bus Fontainebleau - Moret :
- ligne no 40, qui décrit une boucle dans la commune en desservant la gare de Bois-le-Roi ;
- ligne no 44, qui relie Le Châtelet-en-Brie à la gare de Bois-le-Roi ;
- ligne no 45, qui relie Chartrettes à Fontainebleau.

## Toponymie
Le nom de la localité est mentionné pour la première fois sous la forme Boscus Regis en 1239. Littéralement "le bois appartenant au roi".
On trouvera par la suite les formes suivantes : Lou Bois le Roi de Biere en 1278, ; Boys le Roy en 1303, ; Boys le Roy en Biere en 1380, ; Boilleroy en vers 1380, ; Bois le Roy en 1385, ; Boyes le Roy au XVe siècle, ; Bar le Roy en 1548, ; Balleroy en Brie en 1656,.
Pendant la période révolutionnaire, Bois-le-Roi prend le nom de Bois-la-Nation en 1793,.

## Histoire
Le village est mentionné en 1260.
Un temple protestant trouvait place dans l'actuelle rue de la Presche, sa démolition fut engagée à la demande du roi Louis XIV, il n'en demeure nulle trace hormis dans le nom de sa rue.
Le 11 novembre 1776, un champ de course à Sermaise est inauguré par le roi Louis XVI et la reine Marie-Antoinette d'Autriche. Le comte d'Artois y fit courir un magnifique pur sang. Il s'agit du premier hippodrome permanent réalisé en France après celui des Sablons à Neuilly-sur-Seine. Bois-le-Roi a accueilli ainsi la première course équestre organisée en France. La proximité de la cour royale sise à Fontainebleau explique cette localisation.

## Politique et administration
La commune fait partie de la deuxième circonscription de Seine-et-Marne, du canton de Nangis et de la communauté d'agglomération du Pays de Fontainebleau. Bois le Roi appartenait au canton de Fontainebleau avant le redécoupage cantonal de 2014 et à l'ex-communauté de communes du Pays de Seine jusqu'au 31 décembre 2016.

### Administration municipale
À l'instar de 2002, la démission d'un tiers des conseillers municipaux intervenue début juillet 2018 (élus de l’opposition et issus de la majorité) a provoqué l'organisation d'élections partielles dans le délai de trois mois imparti par le Code général des collectivités territoriales,,

#### Finances publiques locales

##### Budget
Le compte administratif de la commune (document annuel qui rend compte des opérations budgétaires exécutées au cours de l'exercice) de 2023 était constitué tel que ci-dessous (chiffres arrondis) :
|} :
- total des recettes de fonctionnement : 7 227 000 €, soit 1 189 € par habitant (1 307 € pour les communes de la strate démographique) ;
- total des dépenses de fonctionnement : 7 187 000 €, soit 1 182 € par habitant (1 163 € pour les communes de la strate démographique) ;
- total des recettes d'investissement : 2 152 000 €, soit 354 € par habitant (478 € pour les communes de la strate démographique) ;
- total des dépenses d'investissement : 4 862 000 €, soit 800 € par habitant (505 € pour les communes de la strate démographique).

Sur longue période, l'investissement annuel de la commune en dépenses d'équipement se compare comme suit par rapport à la moyenne des villes de sa strate démographique :
| Montant annuel en euros par habitant                                                                  | 2009    | 2010    | 2011    | 2012    | 2013    | 2014    | 2015    | 2016   | 2017    | 2018    | 2019    | 2020    | 2021    | 2022   | 2023    |
| --- | ------- | ------- | ------- | ------- | ------- | ------- | ------- | ------ | ------- | ------- | ------- | ------- | ------- | ------ | ------- |
| Commune de Bois-le-Roi (base Population légale en vigueur au 1er janvier de l'exercice) (a)           | 196 €   | 81 €    | 278 €   | 210 €   | 128 €   | 136 €   | 97 €    | 282 €  | 376 €   | 209 €   | 205 €   | 267 €   | 141 €   | 321 €  | 773 €   |
| Moyenne des communes de taille comparable (strate de population de 5 à 10 000 habitants) (b)          | 322 €   | 300 €   | 329 €   | 356 €   | 385 €   | 317 €   | 260 €   | 265 €  | 298 €   | 320 €   | 370 €   | 309 €   | 315 €   | 343 €  | 398 €   |
| Écart calculé de la commune à la moyenne de la strate                                                 | −39,1 % | −73,0 % | −15,5 % | −41,0 % | −66,8 % | −57,1 % | −62,7 % | +6,4 % | +26,2 % | −34,7 % | −44,6 % | −13,6 % | −55,2 % | −6,4 % | +94,2 % |
| Source : Ministère de l’Économie et des Finances / Direction générale des Finances publiques (DGFIP). |         |         |         |         |         |         |         |        |         |         |         |         |         |        |         |

Au 31 décembre 2023, le fonds de roulement ressort à 204 000 € soit 34 € par habitant, niveau de ratio qui est devenu très inférieur à celui de la moyenne des communes de la strate démographique qui, quant à lui, se fixe la même année à 411 €. L'exercice 2023 rompt ainsi avec la pratique antérieure de fonds de roulement pléthorique résultant d'un sous équipement chronique récurrent. Cette inflexion résulte d'un effort inédit d'équipement en 2023 s'appuyant sur un recours restreint à l'emprunt durant l'exercice.
Quoiqu'en élévation sensible, l'endettement bacot par habitant demeure en effet à un niveau très inférieur à celui de la strate des communes similaires (strate 5 000/10 000 habitants) avec respectivement 224 € contre 762 €.

##### Fiscalité
Les taux de fiscalité locale, inchangés entre 2002 et 2021, s'établissent désormais comme suit en 2023 :
- taxe d'habitation (résidences secondaires et logements vacants) : 13,53 % (taux des communes de la strate démographique : 15,96 %) ;
- taxe foncière sur les propriétés bâties : 47,49 % (taux des communes de la strate démographique : 39,82 %) ;
- taxe foncière sur les propriétés non bâties : 62,65 % (taux des communes de la strate démographique : 52,79 %).

Taux et bases fiscales simultanément plus élevés que la moyenne des villes de taille comparable se conjuguent pour générer un produit de fiscalité directe notablement supérieur à celui des communes de même strate : 
| Montant annuel en euros par habitant                                                         | 2023    |
| -------------------------------------------------------------------------------------------- | ------- |
| Commune de Bois-le-Roi (base Population légale en vigueur au 1er janvier de l'exercice) (a)  | 728 €   |
| Moyenne des communes de taille comparable (strate de population de 5 à 10 000 habitants) (b) | 548 €   |
| Écart calculé de la commune à la moyenne de la strate                                        | +42,2 % |
| Source : Ministère de l’Économie et des Finances / DGFiP.                                    |         |

### Jumelages
| Ville | Ville       | Pays | Pays      | Période     |
| ----- | ----------- | ---- | --------- | ----------- |
|       | Langenargen |      | Allemagne | depuis 1991 |

La signature des serments de jumelage s'effectue en novembre 1991 à Langenargen et en octobre 1992 à Bois-le-Roi. En l'honneur de la ville jumelle allemande, le principal stade de Bois-le-Roi a pris le nom de « stade Langenargen ».

## Équipements et services

### Eau et assainissement
L’organisation de la distribution de l’eau potable, de la collecte et du traitement des eaux usées et pluviales relève des communes. La loi NOTRe de 2015 a accru le rôle des EPCI à fiscalité propre en leur transférant cette compétence. Ce transfert devait en principe être effectif au 1er janvier 2020, mais la loi Ferrand-Fesneau du 3 août 2018 a introduit la possibilité d’un report de ce transfert au 1er janvier 2026,.

#### Assainissement des eaux usées
En 2020, la gestion du service d'assainissement collectif de la commune de Bois-le-Roi est assurée par la communauté d'agglomération du Pays de Fontainebleau (CAPF) pour la collecte, le transport et la dépollution. Ce service est géré en délégation par une entreprise privée, dont le contrat arrive à échéance le 22 janvier 2022,,.
L’assainissement non collectif (ANC) désigne les installations individuelles de traitement des eaux domestiques qui ne sont pas desservies par un réseau public de collecte des eaux usées et qui doivent en conséquence traiter elles-mêmes leurs eaux usées avant de les rejeter dans le milieu naturel. La communauté d'agglomération du Pays de Fontainebleau (CAPF) assure pour le compte de la commune le service public d'assainissement non collectif (SPANC), qui a pour mission de vérifier la bonne exécution des travaux de réalisation et de réhabilitation, ainsi que le bon fonctionnement et l’entretien des installations,,.

#### Eau potable
En 2020, l'alimentation en eau potable est assurée par la communauté d'agglomération du Pays de Fontainebleau (CAPF) qui en a délégué la gestion à la SAUR, dont le contrat expire le 31 décembre 2023,.
Les nappes de Beauce et du Champigny sont classées en zone de répartition des eaux (ZRE), signifiant un déséquilibre entre les besoins en eau et la ressource disponible. Le changement climatique est susceptible d’aggraver ce déséquilibre. Ainsi afin de renforcer la garantie d’une distribution d’une eau de qualité en permanence sur le territoire du département, le troisième Plan départemental de l’eau signé, le 3 octobre 2017, contient un plan d’actions afin d’assurer avec priorisation la sécurisation de l’alimentation en eau potable des Seine-et-Marnais. A cette fin a été préparé et publié en décembre 2020 un schéma départemental d’alimentation en eau potable de secours dans lequel huit secteurs prioritaires sont définis. La commune fait partie du secteur Bière.

## Population et société

### Démographie
L'évolution du nombre d'habitants est connue à travers les recensements de la population effectués dans la commune depuis 1793. Pour les communes de moins de 10 000 habitants, une enquête de recensement portant sur toute la population est réalisée tous les cinq ans, les populations de référence des années intermédiaires étant quant à elles estimées par interpolation ou extrapolation. Pour la commune, le premier recensement exhaustif entrant dans le cadre du nouveau dispositif a été réalisé en 2007.

En 2022, la commune comptait 6 026 habitants, en évolution de +4,15 % par rapport à 2016 (Seine-et-Marne : +3,92 %, France hors Mayotte : +2,11 %).
| 1793 | 1800 | 1806 | 1821 | 1831 | 1836 | 1841 | 1846 | 1851 |
| ---- | ---- | ---- | ---- | ---- | ---- | ---- | ---- | ---- |
| 800  | 782  | 828  | 780  | 929  | 896  | 910  | 946  | 916  |

| 1856 | 1861 | 1866 | 1872 | 1876  | 1881  | 1886  | 1891  | 1896  |
| ---- | ---- | ---- | ---- | ----- | ----- | ----- | ----- | ----- |
| 907  | 950  | 990  | 975  | 1 029 | 1 035 | 1 118 | 1 136 | 1 213 |

| 1901  | 1906  | 1911  | 1921  | 1926  | 1931  | 1936  | 1946  | 1954  |
| ----- | ----- | ----- | ----- | ----- | ----- | ----- | ----- | ----- |
| 1 314 | 1 425 | 1 495 | 1 514 | 1 724 | 1 908 | 1 943 | 2 411 | 2 662 |

| 1962  | 1968  | 1975  | 1982  | 1990  | 1999  | 2006  | 2007  | 2012  |
| ----- | ----- | ----- | ----- | ----- | ----- | ----- | ----- | ----- |
| 2 791 | 2 782 | 3 044 | 3 395 | 4 744 | 5 292 | 5 433 | 5 452 | 5 649 |

| 2017  | 2022  | - | - | - | - | - | - | - |
| ----- | ----- | - | - | - | - | - | - | - |
| 5 876 | 6 026 | - | - | - | - | - | - | - |

### Sports

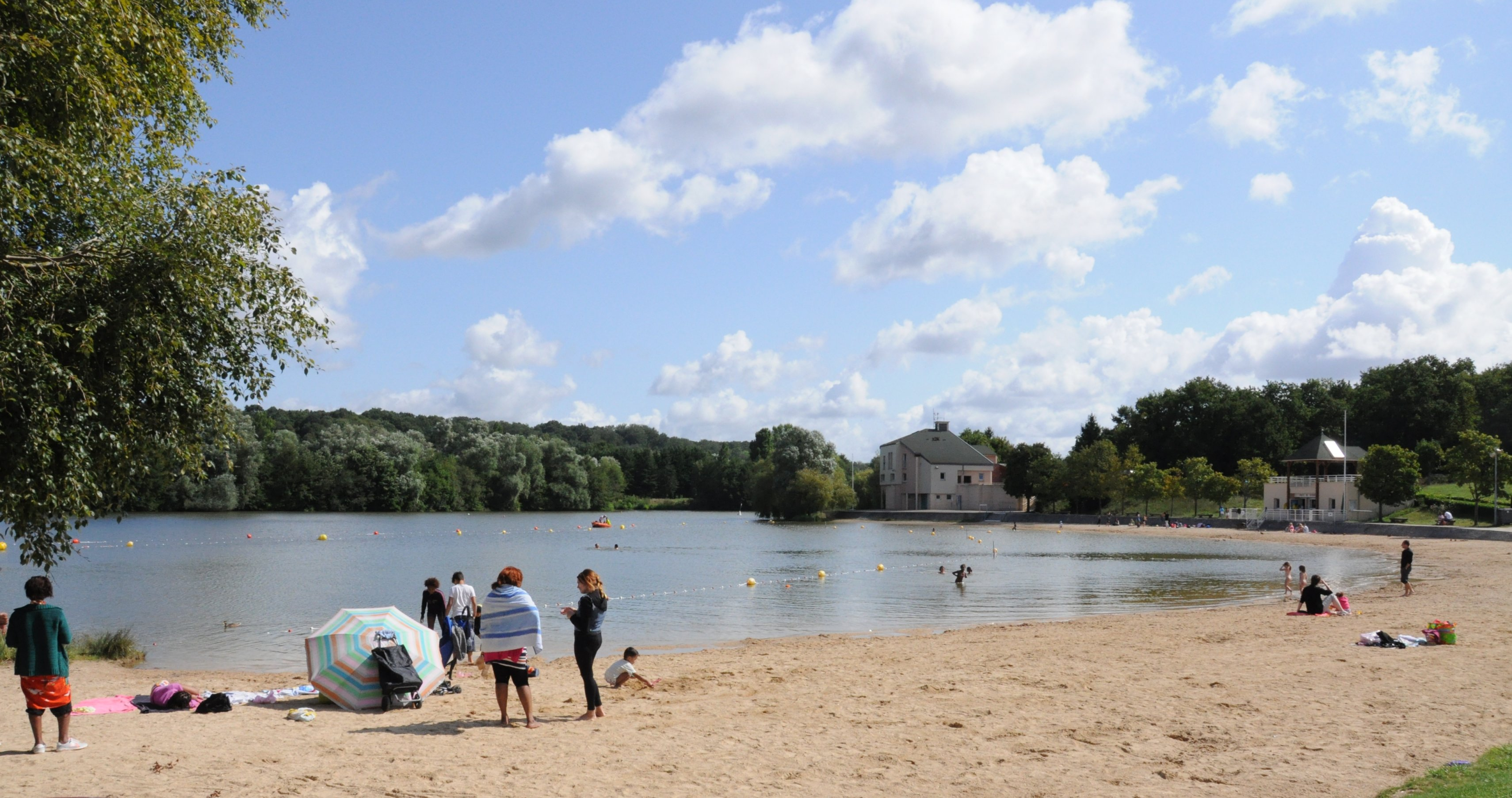
Plage de l'île de loisirs de Bois-le-Roi

L'île de loisirs de Bois-le-Roi gérée et animée par l'UCPA (Union nationale des centres sportifs de plein air) couvre 73 hectares. De nombreuses activités peuvent y être pratiquées, qu'elles soient nautiques (planche à voile, baignade...) ou terrestres (équitation, golf, tir à l'arc, tennis, mur d'escalade, VTT...).

## Économie

### Revenus de la population et fiscalité
En 2021, le nombre de ménages fiscaux de la commune était de 2414 (dont 79 % imposés), représentant 6094 personnes et la  médiane du revenu disponible par unité de consommation  de 33 500 euros.

### Emploi
En 2021, le nombre total d’emplois dans la zone était de 1 343, occupant 2 701 actifs résidants.
Le taux d'activité de la population (actifs ayant un emploi) âgée de 15 à 64 ans s'élevait à 73,6 % contre un taux de chômage de 4,9 %.
Les 21,5 % d’inactifs se répartissent de la façon suivante : 10,8 % d’étudiants et stagiaires non rémunérés, 4,8 % de retraités ou préretraités et 5,9 % pour les autres inactifs.

### Entreprises et commerces
En 2021, le nombre d'établissements actifs était de 573 dont 5 dans l'agriculture-sylviculture-pêche, 28 dans l’industrie, 40 dans la construction, 396 dans le commerce-transports-services divers et 109 étaient relatifs au secteur administratif.
- La commune dispose d'un marché bi-hebdomadaire  le jeudi et dimanche;
- La zone d'activité économique Les Marchais accueille de nombreux artisans.

## Culture locale et patrimoine

### Lieux et monuments
- Église Saint-Pierre (XIIe et XIXe siècle),  Inscrite MH en 1926[86].
- Château de Brolles, bâti en 1862 par Abel Laurent, agent de change à la Caisse des dépôts de Paris, aujourd’hui Centre de rééducation fonctionnelle infantile.
- Villas remarquables du XIXe et début du XXe siècle sur les bords de Seine.
- Château de Sermaise, autrefois propriété du beau-frère de Jules Ferry, puis de l'actrice Ellen Baxone.
- Écluse de la Cave sur la Seine.
- La commune a la particularité de disposer de fresques recouvrant la vingtaine de transformateurs électriques présents sur son territoire ; chacune étant en concordance avec la toponymie ou l'environnement du quartier où elle a été peinte[87].

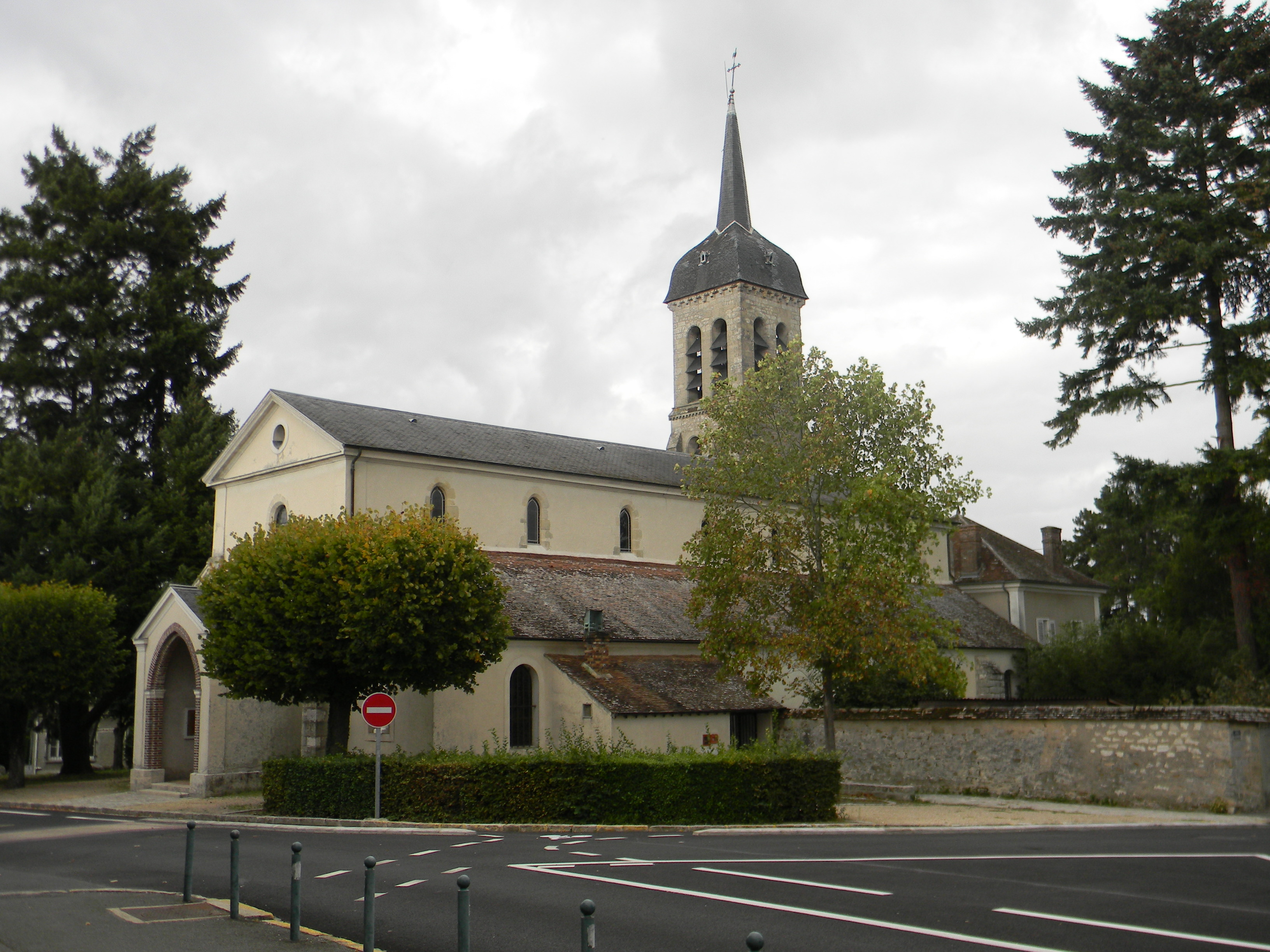
L'église Saint-Pierre.
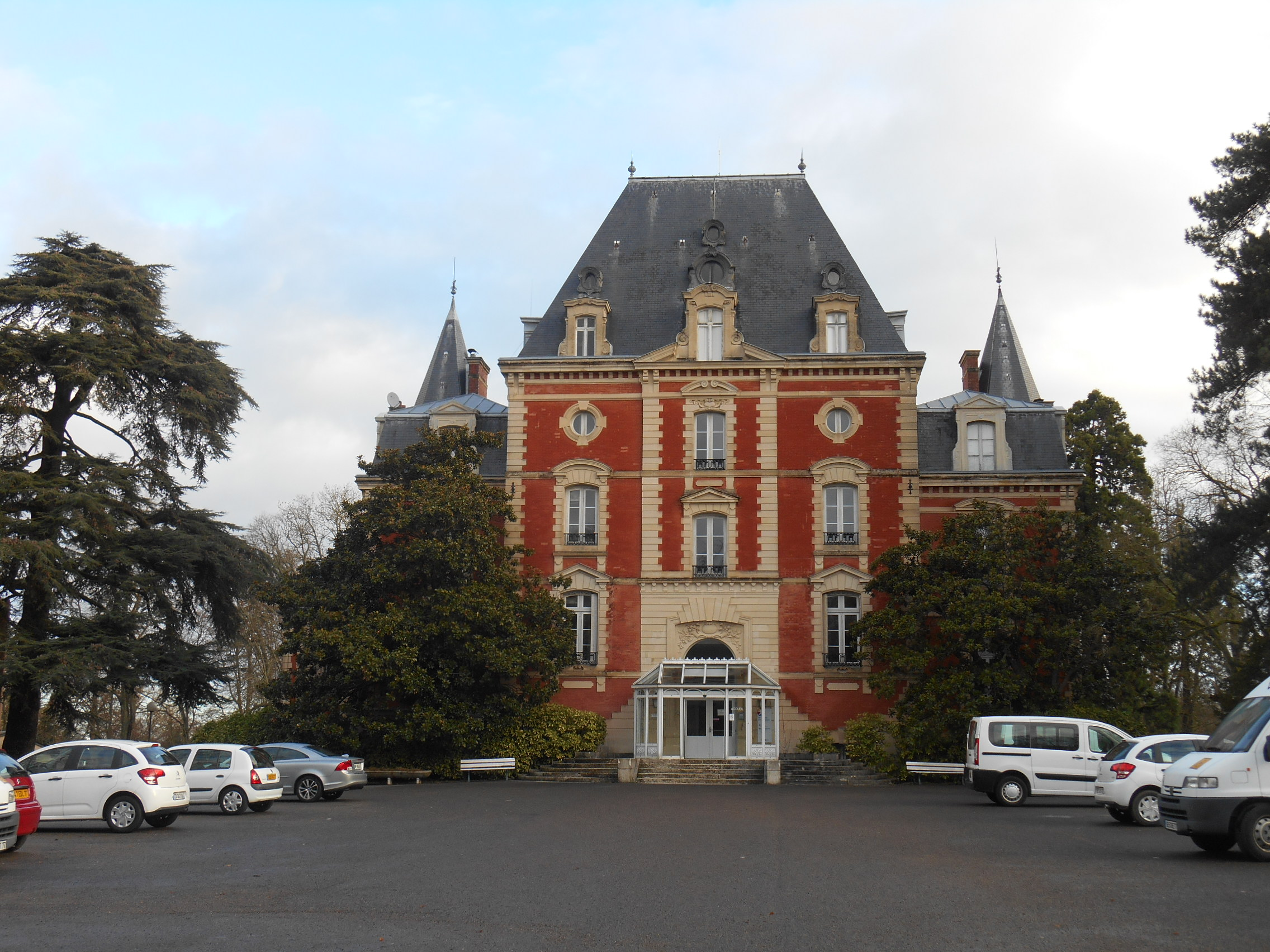
Le château de Brolles.
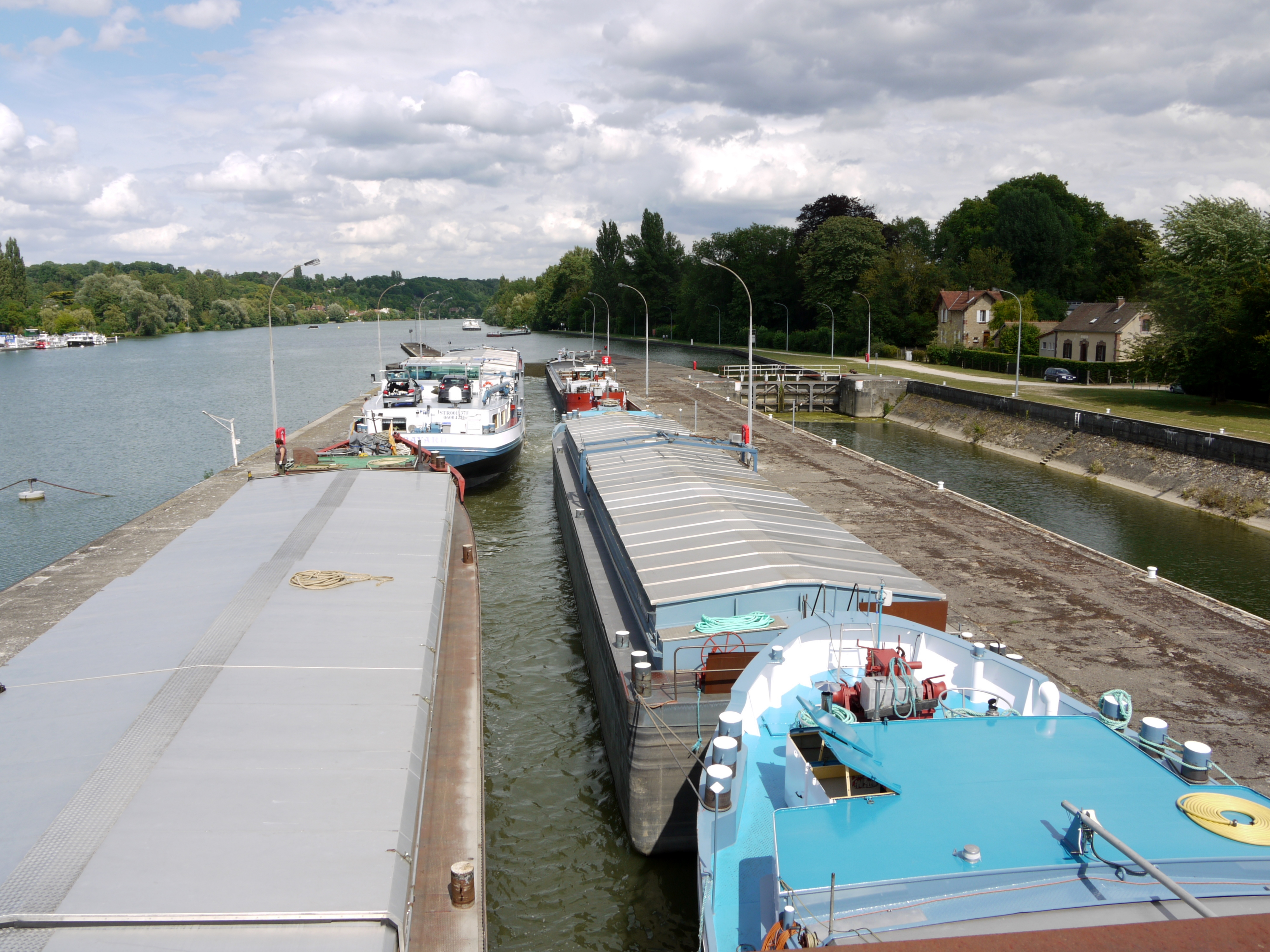
L'écluse de « la Cave ».
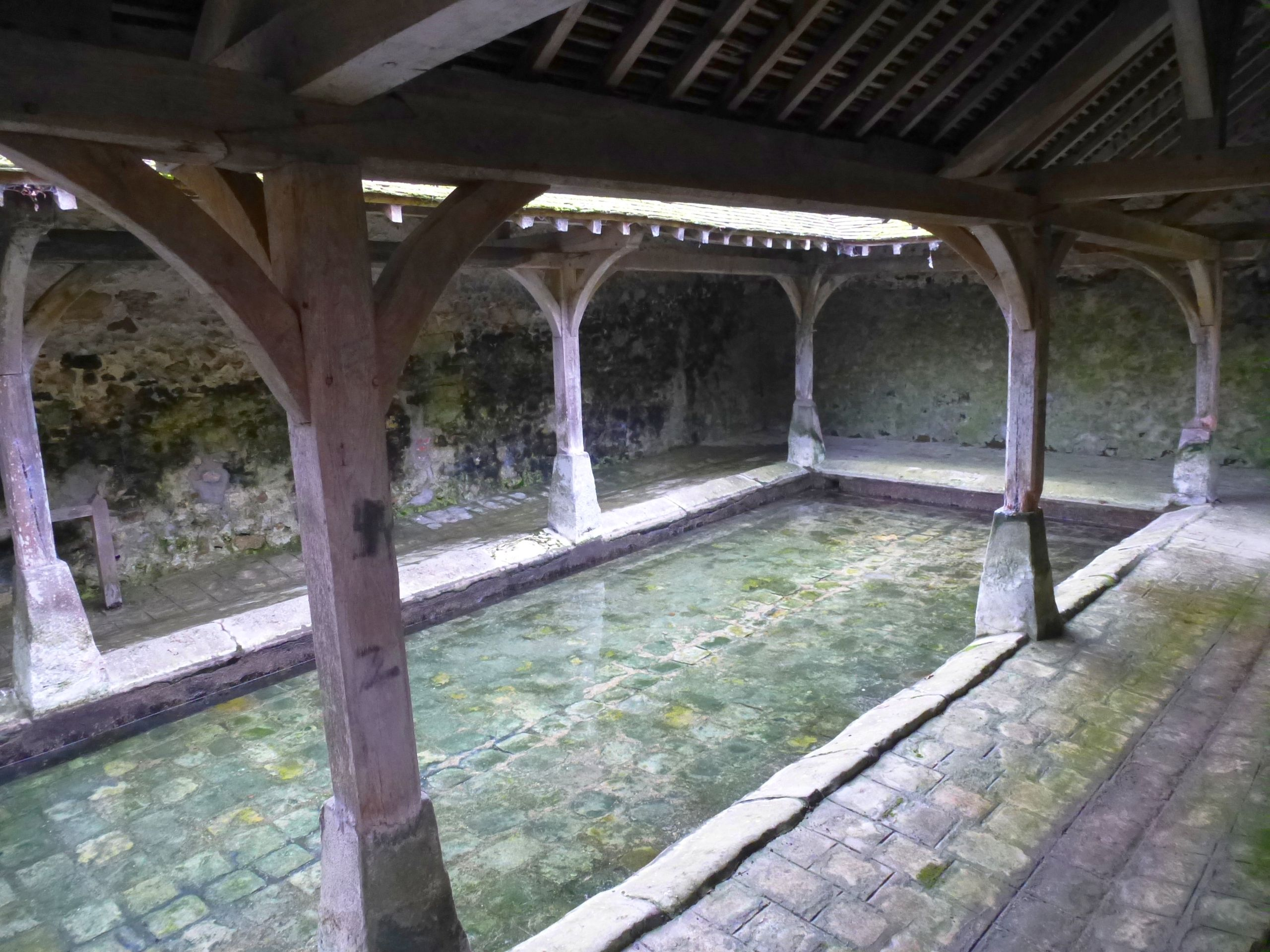
Le lavoir.

### Personnalités liées à la commune

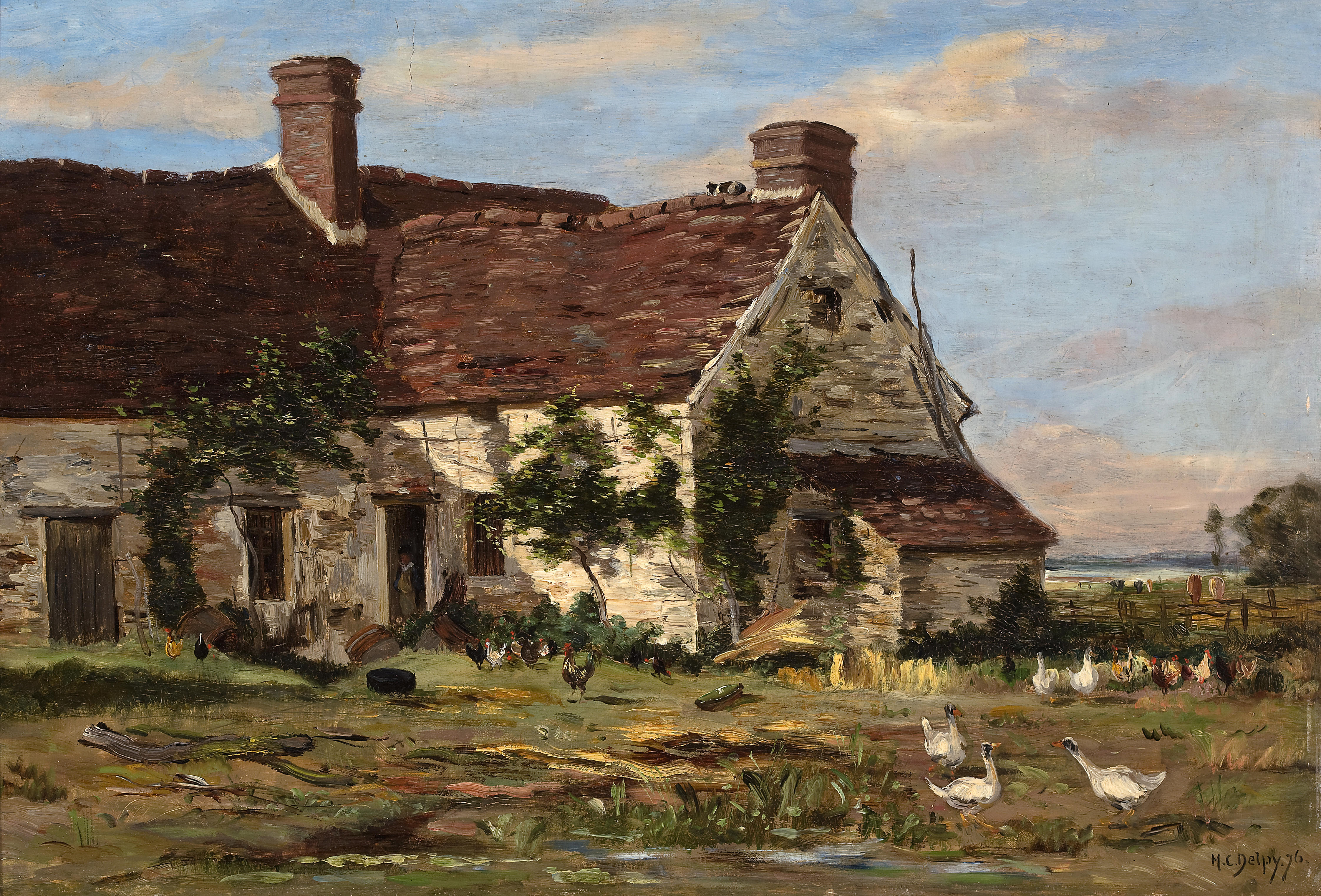
Hippolyte Camille Delpy : Ferme aux environs de Bois-le-Roi.

- Gustave Mathieu (1808-1877), poète et chansonnier, y est mort. Une rue de la commune porte son nom.
- Olivier Métra (1830-1889), compositeur et chef d'orchestre, y résida et y est enterré. Une école de la commune porte son nom.
- Louis Noir (1837-1901), écrivain et journaliste, y résida et y est enterré. Une rue de la commune porte son nom.
- Charles Castellani (1838-1913), artiste peintre, auteur de pièces de théâtre, y est mort. Une rue de la commune porte son nom.
- Marie-Désiré Bourgoin (1839-1911), artiste peintre, y résida et y est mort.
- Hippolyte Camille Delpy (1842-1910), peintre, a représenté des paysages de Bois-le-Roi où il a résidé, notamment La cour de la mère Labaume à Bois-le-Roi (Musée des Beaux-Arts de Béziers).
- Alfred Roll (1846-1919), artiste peintre y résida. L'avenue ou se situe sa résidence porte son nom.
- Aimé Perret (1846-1927) y est mort. Une rue de la commune porte son nom.
- Georges Moreau de Tours (1848-1901), artiste peintre, y résida, y est décédé et enterré. Une rue de la commune porte son nom.
- Étienne Charavay (1848-1899), historien, éditeur, y résida et y est mort.
- Carl Fredrik Hill (1849-1911), peintre suédois qui, à Bois-le-Roi, peignit le pont de Chartrettes.
- Émile Rochard (1850-1918), auteur dramatique, romancier et poète, fit construire à Bois-le-Roi deux des « Affolantes » des bords de Seine : la « Ruelle » et le « Vieux Logis »[88].
- Louis Létang (1855-1938), écrivain, y est né. Une rue de la commune porte son nom.
- Thérèse Moreau de Tours (1861-1921), artiste peintre, épouse de Georges Moreau de Tours y résida et y est inhumée.
- Joseph Bail (1862-1921), artiste peintre, il eut un atelier à Bois-le-Roi. Une rue de la commune porte son nom.
- Guido Sigriste (1864-1915), peintre, il s'établit à Bois-le-Roi et y est inhumé. Une rue de la commune porte son nom.
- Robert Noir (1864-1931), peintre, fils de Louis Noir (1838-1901) (cf. ci-dessus) y vécut.
- Louis Couturat (1868-1914), philosophe, logicien et mathématicien, y vécut (« Villa Graziella »).
- Louis Périn (1871-1940), architecte et peintre français connu pour ses constructions d'esprit néo-gothique et Art nouveau dites Affolantes du bord de Seine dont beaucoup furent édifiées à Bois-le-Roi, notamment les villas « Clos Barbeau » et « Chantemerle ». Une rue de la commune porte son nom.
- Paul Langevin (1872-1946), physicien, professeur au Collège de France et sa compagne, la physicienne Éliane Montel (1898-1993), possédaient une villa à Bois-le-Roi, rue de la Croix de Vitry, au lieu-dit de Brolles. Elle a été vendue à une communauté religieuse en 1987.
- Louis de Monard (1873-1939), sculpteur et peintre, s'établit à Bois-le-Roi en 1919.
- Henry Jacques Delpy (1877-1957), artiste peintre, fils de Hippolyte Camille Delpy, y est né.
- Marcel Bain (1878-1937), artiste peintre.
- Andreï Biély (1880-1934), a écrit à Bois-le-Roi une partie de son roman Pétersbourg[réf. nécessaire].
- Jane Blanchot (1884-1979), modiste et sculptrice, deux de ses œuvres ornent le parc de la mairie.
- Maurice Chevalier (1888-1972) et Mistinguett (1875-1956), y séjournèrent avant la Grande Guerre[réf. nécessaire].
- Jeanne Roques, dite Musidora (1889-1957), actrice et réalisatrice, y est enterrée.
- Georges Thill (1897-1984), ténor, a habité vers 1929-1935 à la villa "Le Rocher" 11, avenue de la Forêt.
- Henri Aigueperse (1902-1989), ancien secrétaire général du Syndicat national des instituteurs, y est enterré[réf. nécessaire].
- Fernandel (1903-1971), a dénommé une de ses chansons « Idylle à Bois-le-Roi » (paroles d'Albert Willemetz et Charles-Louis Pothier, musique de Casimir Oberfeld).
- Albert Varloteau (1909-1978), et sa femme, Madeleine Langevin, fille de Paul Langevin, y ont fait construire une maison après la guerre, sise avenue de la Forêt.
- Huguette Galmiche (1920-2007), mannequin française et maman de Johnny, née à Paris et morte à Bois-le-Roi.
- Colette Marchand (1925-2015), danseuse étoile et actrice, y vécut jusqu'à sa mort.
- René Lenoir (1927-2017) y habita durant de nombreuses années[réf. nécessaire].
- Annie Cordy (1928-2020), y vécut durant les années cinquante[réf. nécessaire].
- Paul-Gilbert Langevin (1933-1986), musicologue, fils de Paul Langevin et d'Éliane Montel, a grandi dans la maison de ses parents à Brolles, puis y a séjourné régulièrement.
- Marcel Rozier (1933- ), cavalier et éleveur, médaillé d'or aux Jeux Olympiques de Montréal, y a installé un site d'entraînement et de commerce de chevaux.
- Raphaël Hadas-Lebel (1940- ), chef d'entreprise, haut fonctionnaire, adjoint au maire de la commune (1977-1989) et son épouse Mireille Hadas-Lebel (1940- ), historienne, professeur à la Sorbonne spécialiste de l'antiquité, y habitèrent.
- Jean-Pierre Dintilhac (1943-2014), magistrat, y vécut plus de quarante ans et y est inhumé[89].
- Patrice Beust (1944- ), joueur de tennis international, spécialiste du double avec Daniel Contet, y est né.
- Darie Boutboul (1958- ), première femme française titulaire d'une licence de jockey amateur à avoir gagné une course de tiercé, y a habité[réf. nécessaire].
- Nour Azzam (1984- ), chanteuse, auteure compositrice y réside.
- Marie Reno (1986- ), humoriste, musicienne, y séjourna.

### Héraldique, logotype et devise
| Blason de Bois-le-Roi | Blason  | De gueules à un arbre arraché de sinople*, au chef ondé d'azur bordé d'argent chargé de trois fleurs de lys d'or. |
| Blason de Bois-le-Roi | Détails | Armes parlantes ( Un arbre pour le bois, un chef de France moderne pour le roi). * Ces armes emploient le terme « cousu » dans le seul but de contrevenir à la règle de contrariété des couleurs : elles sont fautives. Figurent sur le site de la mairie, aux côtés du logo. |